# 露臺
露台，又稱陽台、陰台，是一種從大廈牆壁「外壁」突出，由圓柱或托架支撐的平台，其邊沿則建欄杆，以防止物件和人落出平台範圍，是為建築物的延伸。儘管露台和陽台泛指同一種建築物，但其實兩者有其些微分別，無頂也無遮蓋物之平台稱露台，有遮蓋物者之平台稱陽台。

## 歷史

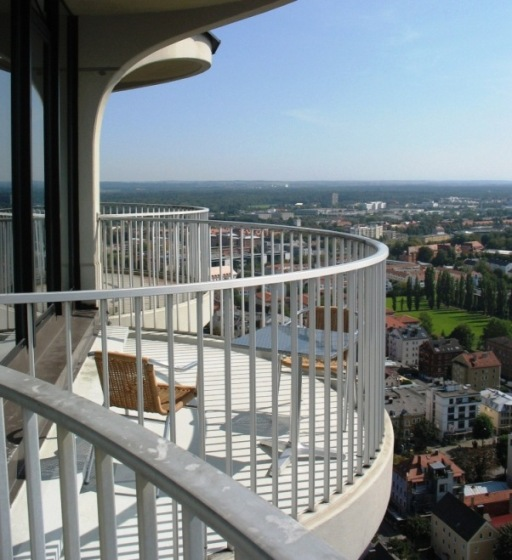
露台是室內和室外的交匯點，周遭風景的襯托下，圍繞與室內截然不同的氣氛

### 中國
中國最先出現露臺的時代是宋朝時期，多由石頭或枋木建成，用於演出戲曲，故此，此種露臺規模非常大，高達丈餘，與舞臺同義，故亦衍生有「露臺子弟」一詞，形容非官方的演員。宋朝作家孟元老撰的《東京夢華錄》，在「元宵」條中寫：「樓下用枋木壘成露臺一所，采結欄檻，……。教坊鈞容直、露臺子弟，更互雜劇。」另一條「駕登寶津樓諸軍呈百戲」寫：「其村夫者以杖背村婦出場畢，後部樂作，諸軍繳隊雜劇一段，繼而露臺子弟雜劇一段。」文學家蘇軾，在《次韻王晉卿上元侍燕端門》也有提起過這種建築物，言：「月上九門開，星河繞露臺。」足見至少宋朝已有「露臺」的建築概念。

### 西方

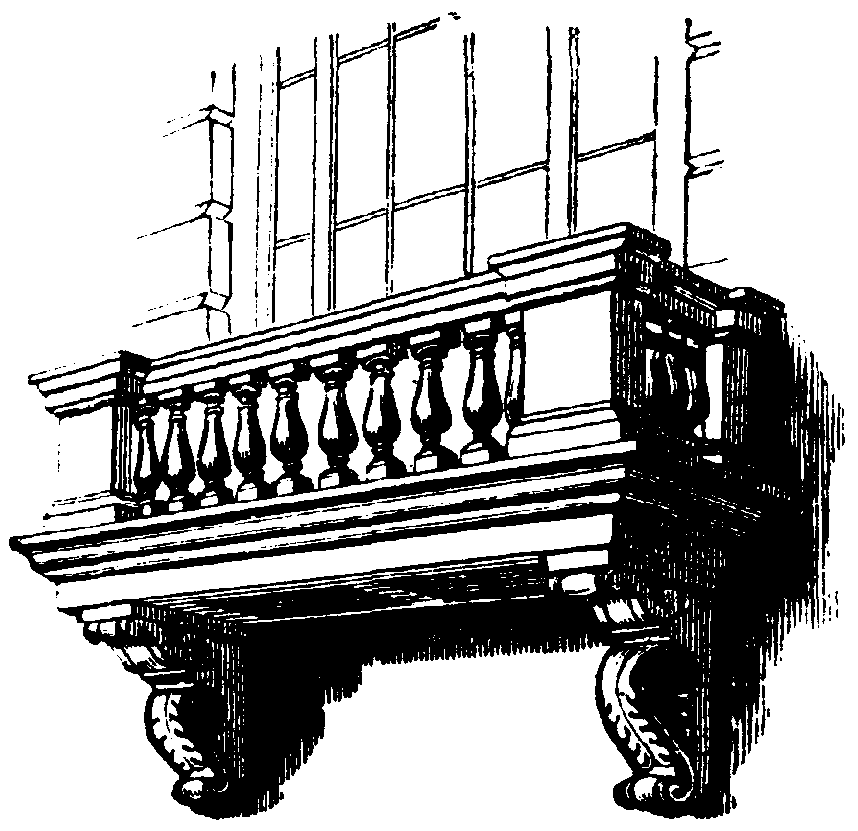
西方傳統露臺圖，露臺邊沿以欄桿圍繞，底部有托架支撐

在西方，由於建築物的形態不同，所以露臺發展較早，面積較小，傳統的馬爾他陽臺，是現代露臺的雛型，其實不過是木制的閉合平臺，從牆壁稍為延申而已，但其陽臺色擇豐盈，材料紋理獨特，裝飾主題也豐富了都市空間。垂懸在庭院之中的陽臺，通常以石、木材和金屬所建，用花卉和葉子襯托，為大道和衚衕遮蔭，陽臺甚會雕刻野獸、天使圖或精怪標奇立異。
歐洲在十七世紀時，受巴洛克式風朝影響，建築物常設露臺。但到十八世紀，露臺卻成了身份象徵，上流社會人士必置露臺，貴族更會把宮殿露臺裝飾得美輪美奐。此外，露臺具有宗教意義，往往教區的主教堂都有露臺，宗教儀式進行時，露臺會以聖人肖像或雕像裝飾，而在教宗選舉新當選的天主教教皇，會第一時間到聖伯多祿大殿露臺說出祝福語「羅馬城及世界（拉丁語：urbi et orbi）」，並接受教徒祝賀。
與中國古代露臺用途一樣，西方露臺亦會有類似舞臺用途，提供給歌手、音樂家等等人物在演唱。另外，法國流行叫法式陽臺的建築物式樣，實際上，法式露臺並非露臺，它不過將欄桿附上窗口上，並無突出平臺。後來，露臺文化隨住西方勢力拓展和現代化，成為現代的常規建築物之一。

## 用途
現代的露臺，成為常規建築物之一，是室內和室外的交匯點，周遭風景的襯托下，圍繞與室內截然不同的氣氛，是為家居美化的部分，理想的露臺可以把生活質素提高。都市人通常喜在露臺上擺放傢私，居高觀景，享受大自然，而不用遠行他方，寫意悠然，盡情休憩。正因為露臺在外壁突出，陽光充足，比室內適合蒔花栽草，曬衣待乾。另外，露臺更是社交聯宜的適合地方，方便聚會聚餐，納涼避暑，而燒烤之油煙不會弄髒室內。
就算露臺周遭風景不優，面積狹小不足以聚會聚餐，露臺另有儲藏室用途，作為過渡空間，露臺不算室外，卻又不影響室內，故此可以把雜物儲藏於露臺中，方便易拿。
商業上，有露臺的餐廳亦是除食物外賣點之一，會吸引到喜歡格調的食客，點酒菜，觀日落，賞月升。

## 環保露台
香港地處華南，露台或騎樓原來十分常見，但由於其面積亦會計入樓面面積，香港寸金尺土，於是越來越少。2001年開始，香港政府為推廣環保，加建露台可以不計入樓面面積，吸引私人地產發展商興建：「環保露台」常見於香港新建住宅建築，以善用天然資源，引入天然風；「工作平台」則可以建於廚房外晾曬衣服，可以自然風乾衣服，毋須使用乾衣機。不過有批評此舉令發展商興建發水樓，以達致利潤最大化。 （页面存档备份，存于） （页面存档备份，存于）

## 外部連結
- 有關露臺、陽台、平台之定義